# Věstínek
Věstínek (německy Klein Wiestin) je malá vesnice, část obce Věstín v okrese Žďár nad Sázavou. Nachází se asi 1 km na jihovýchod od Věstína. V roce 2009 zde bylo evidováno 37 adres. V roce 2001 zde trvale žilo 49 obyvatel.
Věstínek je také název katastrálního území o rozloze 1,92 km2.